# 野口代治
野口 代治（のぐち だいじ、1859年（安政6年5月） - 1911年（明治44年）12月2日）は、明治時代の政治家。実業家。衆議院議員。

## 経歴
美濃国中島郡大浦村（岐阜県中島郡大浦村、羽島郡大浦村、正木村を経て現羽島市）出身。岐阜中学校に学ぶ。
学務委員、所得調査委員、岐阜県会議員、同常置委員、徴兵参事員、地方衛生会員、大浦村外四ヶ村長、正木村会議員を歴任した。実業界では、三井物産会社社員、岐阜物産、岐阜倉庫各社長を務めた。
1894年（明治27年）9月の第4回衆議院議員総選挙では岐阜県第3区から出馬し当選。衆議院議員を1期務めた。